# Jamie McCrimmon
Jamie McCrimmon (de son vrai nom James Robert McCrimmon) est un personnage joué par Frazer Hines dans la série Doctor Who. Il s'agit du compagnon ayant suivi le Docteur dans un plus grand nombre d'épisodes. À l'exception d'un épisode, son personnage aura suivi le 2e Docteur durant la totalité de son incarnation par Patrick Troughton. L'écriture de son nom de famille varie d'un script à un autre, passant parfois de McCrimmond à Macrimmon. Il apparaît dans 22 sérials durant 116 épisodes de la 4e saison à la sixième saison et un sérial de la saison 22 de la première série.

## Apparition
Introduit dans l'épisode The Highlanders, Jamie est comme son père, Donald McCrimmond, un piper écossais. Rescapé de la bataille de Culloden en 1746, il suivra le Docteur, Polly et Ben à l'intérieur du TARDIS, le Docteur estimant qu'il aurait besoin que quelqu'un lui apprenne à jouer de la cornemuse. Alors que Ben et Polly profiterons d'être revenus à leur époque dans l'épisode « The Faceless Ones » pour quitter le Docteur, Jamie restera à voyager avec le Docteur.
D'autres compagnons accompagneront le Docteur, comme Victoria Waterfield (saisons 4 et 5) et Zoe Heriot mais Jamie restera fidèle au côté du Docteur (malgré un moment de doute lorsque le Docteur se met à le tester dans l'épisode The Evil of the Daleks. Il croisera la route de nombreux ennemis du Docteur, les Quarks (The Dominators), les Yétis et la Grande Intelligence, (The Abominable Snowmen et The Web of Fear), les guerriers des glaces, les Cybermen et les Daleks.
Durant le tournage du serial The Mind Robber, Frazer Hines tombera malade de la varicelle et devra être remplacé par l'acteur Hamish Wilson le temps d'un épisode. L'épisode se déroulant dans un monde fantastique, le scénario fut remodelé pour que Jamie se fasse voler son visage par le « Maître de la fiction » et le Docteur avoir du mal à le recomposer correctement.
Le personnage de Jamie disparaît à la fin du sérial The War Games. Condamné par les Seigneurs du Temps pour avoir volé un TARDIS et être intervenu sur le cours du temps, le Docteur est exilé sur Terre. Alors que le Docteur change d'incarnation, Jamie et Zoe sont alors renvoyés à leur propre époque, leur mémoire effacée des aventures spatiales qu'ils ont vécues avec le Docteur.
Jamie reviendra dans la série en tant qu'illusion dans l'épisode The Five Doctors et réapparaît aussi dans The Two Doctors en tant que compagnon d'un second Docteur qui n'aurait jamais changé de visage.
Lors de l'épisode The Mind Robber de Tales of the TARDIS (2023), Jamie et Zoé se retrouvent et se souviennent de leur rencontre avec des robots, des soldats mécaniques et Méduse dans un pays de fiction gouverné par un mystérieux maître.

## Caractéristiques
Jamie est le premier compagnon du Docteur issue d'une période datant d'avant le XXe siècle qui verra suivre le Docteur sur plusieurs épisodes. En effet, les producteurs avaient tendance à penser qu'un personnage venu du passé serait un boulet pour la série (c'est pour cela que le personnage de Katarina ne survivra que guère le temps d'un épisode.) 
Venu d'une autre époque, il ne possède pas souvent le bagage suffisant pour comprendre ce qui arrive au TARDIS et met du temps à analyser ce qui se trouve autour de lui. Il est plusieurs fois suggéré qu'il n'est pas très intelligent et le Docteur le raille parfois gentiment sur ce côté-ci. Son cri de bataille est la phrase gaélique « Creag an Tuir », la devise du clan écossais des MacLaren.
Venu du XVIIIe siècle, Jamie est très galant avec les différentes femmes qu'il croise ainsi qu'avec Victoria et Zoe, même si son côté « vieux jeu » n'épargnera pas les réflexions machistes ou désobligeantes. Il se montre par exemple très protecteur avec Victoria, qui reste une jeune fille du XIXe siècle, assez naïve et frêle. Celle-ci quittera d'ailleurs l'équipage du Tardis par peur des nouveaux dangers qui la guettent et restera avec la famille Harris à la fin de l'épisode Fury from the Deep. Malgré un caractère foncièrement différent pour Zoe, celle-ci étant un prodige des mathématiques et une jeune fille aventureuse, Jamie gardera ce côté protecteur. Cela l'obligera à la suivre dans des lieux dangereux (comme dans l'épisode The Invasion).

## Mentions
Le personnage de Jamie est mentionné par le Docteur dans les épisodes Castrovalva, The Two Doctors, Attack of the Cybermen et The Curse of Fenric. Son visage peut être aperçu avec celui d'autres compagnons du Docteur tels que Leela, Kamelion, Dodo ou Vicki sur un scanner dans l'épisode Resurrection of the Daleks.
Dans la seconde série, durant l'épisode Un loup-garou royal le 10e Docteur se fait appeler "Docteur James McCrimmon."

## Autres médias
Le personnage de Jamie réapparaît dans de nombreux comic books, romans ou pièces radiophoniques dérivées de Doctor Who, mais ceux-ci ne correspondent pas à la canonicité de la série et se contredisent eux-mêmes.
À l'époque de la diffusion de la série, il apparaît d'août 1968 à mars 1969 dans le comic-book de la série, diffusé hebdomadairement dans le magazine Tv Comics en parallèle des épisodes télés.